# .ca
.ca је највиши Интернет домен државних кодова (ccTLD) за Канаду.